# J. Konrad Stettbacher
J. Konrad Stettbacher (* 26. Juli 1930 in Bern; † 16. Juli 2016 in Luzern) war ein Schweizer Sachbuchautor sowie zeitweilig Psychotherapeut. Ab 1972 praktizierte er die von ihm entwickelte „Therapie der vier Schritte.“ 1995 wurde seiner Praxis die Lizenz entzogen, da er die erforderlichen Qualifikationen nicht nachweisen konnte.

## Therapiekonzept
Stettbacher war als Therapeut Autodidakt. Sein Konzept eines Lernprozesses zur Selbsthilfe beruhte auf der Annahme, dass die Gesundheit des Menschen in der Lebensphase geprägt werde, die er als Primärlebensphase bezeichnete; diese umfasst die Fetalperiode, die Perinatalperiode (um den Geburtszeitpunkt herum), sowie das erste Lebensjahr nach der Geburt. Ähnliche Konzepte zur Primärtherapie existierten schon vor Stettbachers Arbeit, sie sind aber bis in die Gegenwart umstritten.
Stettbacher ging davon aus, dass alle „Verletzungen“ und „Entbehrungen“, die der Organismus während derjenigen Entwicklungsphase auf sich nehmen muss, in der die Grundzüge der Persönlichkeit aufgrund der physischen und affektiven Umwelt geprägt werden, einen nachhaltigen Einfluss auf das ganze Leben des Menschen haben und letztlich die Eigenwahrnehmung, die Wahrnehmung der Mitmenschen, das zwischenmenschliche Verhalten, die eigenen Gefühle sowie das eigene Handeln in den unterschiedlichsten Lebenssituationen bestimmen. Das Ziel der Therapie gemäss J. Konrad Stettbacher besteht darin, dass der Patient seine „Primärverletzungen“ erkennen und sich schliesslich von ihren störenden Wirkungen befreien kann. Das Erkennen der eigenen Primärverletzungen könne sehr schmerzlich und mit Leid verbunden sein.

## Lizenzentzug
Die Behörden entzogen Stettbacher 1995 wegen fehlenden Qualifikationsnachweises die Praxisbewilligung. Die Psychologin Alice Miller, die Stettbacher zuvor unterstützt und empfohlen hatte, stellte dies ein, nachdem sich herausgestellt hatte, dass er kein qualifizierter Psychoanalytiker war. Die Klage war von Alice Millers Sohn, dem Therapeuten Martin Miller, angestrengt worden.